# Eduard Engelhorn
Eduard Engelhorn (* 1. Juni 1830 in Mannheim; † 6. Februar 1907 in Heidelberg) war ein deutscher Verwaltungsbeamter aus der Familie Engelhorn.

## Leben
Eduard Engelhorn war der Sohn eines Heidelberger Landwirts und Posthalter Carl Conrad Philipp Engelhorn (1807–1860) und dessen Ehefrau Susanne Margarete geb. Helmreich (1807–1839). Er hatte drei Geschwister. Nach dem Besuch des Gymnasiums studierte er von 1847 bis 1850 Rechtswissenschaften an der Ruprecht-Karls-Universität Heidelberg und der Friedrich-Wilhelms-Universität Berlin. 1848 wurde er Mitglied des Corps Suevia Heidelberg. Nach Abschluss des Studiums wurde er 1852 Rechtspraktikant und 1855 Referendär. 1861 wurde er zum Amtmann und zweiten Beamten beim Bezirksamt Waldshut befördert. 1864 erfolgte seine Ernennung zum Amtsvorstand des Bezirksamts Triberg. Im folgenden Jahr wurde er zum Oberamtmann befördert. 1868 wechselte er als Amtsvorstand zum Bezirksamt Mosbach und 1872 zum Bezirksamt Rastatt. Anfang Januar 1874 zum Stadtdirektor von Rastatt ernannt, ging er bereits im April des gleichen Jahres als Amtsvorstand zum Bezirksamt Freiburg, von wo er 1877 in gleicher Funktion zum Bezirksamt Mannheim wechselte und Hofkommissär des Hoftheaters Mannheim wurde. 1883 wurde Engelhorn als Ministerialrat und Landeskommissär des Landeskommissärbezirks Konstanz in das badische Ministerium des Innern berufen. 1898 wurde er in die Exproproationskommission im Rahmen der Fortsetzung der Höllentalbahn berufen. 1899 wurde er zum Direktor des badischen Verwaltungsgerichtshofes in Karlsruhe ernannt und zum Vorsitzenden des Disziplinarhofes für nichtrichterliche Beamte berufen. Seit seiner Pensionierung 1902 lebte er in Heidelberg.
Er war mit Katharina geb. Schlehner (1834–1928) verheiratet und hatte vier Kinder. Sein Cousin Friedrich Engelhorn war der Mitbegründer der BASF, sein Enkel der Widerstandskämpfer Karl Heinz Engelhorn.

## Auszeichnungen
- Ernennung zum Geheimen Oberregierungsrat, 1891
- Ernennung zum Geheimen Rat 2. Klasse, 1897
- Badische Kriegsmedaille, 1871
- Ritterkreuz 1. Klasse des Verdienstordens Philipps des Großmütigen, 1880
- Kronen-Orden 2. Klasse, 1887
- Komturkreuz 2. Klasse des Friedrichs-Ordens, 1888
- Eichenlaub zum Ritterkreuz 1. Klasse des Ordens vom Zähringer Löwen, 1892
- Roter Adlerorden 2. Klasse, 1893
- Kommandeurkreuz des Sterns von Rumänien, 1895
- Kommandeurkreuz 1. Klasse des Ordens Berthold des Ersten, 1906